# Torsten Wikén

Torsten Olof Wikén

Torsten Olof Wikén, född 8 augusti 1912 i Söderhamn, död 17 oktober 1995, var en svensk mikrobiolog.
Wikén blev filosofie licentiat 1940 och var biträdande lärare i allmän kemi vid Uppsala universitet 1938-1940, i botanik, fysiologi och anatomi där 1946-1947, professor i bakteriologi och jäsningsbiologi vid Eidgenössische Technische Hochschule (ETH) i Zürich 1947-1957, i allmän och tillämpad mikrobiologi vid Technische Hogeschool i Delft 1957-1978. 
Wikén var permanent sekreterare i Internationella kommissionen för bakteriologisk nomenklatur 1952-57, en av utgivarna av "Archiv für Mikrobiologie" från 1957, representant i Koninklijke Nederlandse Akademie van Wetenschappen som ledamot av styrelsen för Centraalbureau voor Schimmelcultures i Baarn från 1957. Han blev filosofie hedersdoktor vid Stockholms universitet 1963, var gästprofessor i mikrobiologi där 1964 och vid University of Strathclyde i Glasgow 1965. Han författade skrifter i mikrobiologi och biokemi.